# Comtat de Greer
|  | Aquest article tracta sobre l'únic comtat existent avui en dia amb aquest nom. Vegeu-ne altres significats a «Comtat de Greer (Texas)». |

El Comtat de Greer (en anglès: Greer County) és un comtat localitzat al sud-oest de l'estat estatunidenc d'Oklahoma. El 2000 tenia 6.061 habitants i el 2010 de 6.239 habitants. La seva seu de comtat i ciutat més poblada és Mangum. Des del 1860 fins al 1896, l'estat de Texas reclamava una àrea coneguda com a Comtat de Greer (Texas), el qual incloïa l'actual Comtat de Greer i també altres àrees properes d'Oklahoma.

## Geografia
Segons l'Oficina del Cens dels Estats Units, el comtat té una àrea total de 1.668,0 km², dels quals 1.655,0 km² són terra i 10,4 km² són aigua (0,67%).

### Autovies principals
- U.S. Highway 283
- State Highway 6
- State Highway 9
- State Highway 34

### Comtats adjacents
|  |  |  |
|  |  |  |
|  |  |  |

## Història
Després d'una disputa sobre el Tractat d'Adams-Onís del 1819, els governs dels Estats Units i de l'estat de Texas van reclamar propietat seva una àrea d'un total d'uns 6.000 km² en el que llavors es coneixia com a Comtat de Greer (Texas). El litigi va continuar, i en el cas de United States v. State of Texas 162 U.S. 1 (1896), publicat el 16 de març, la Cort Suprema, que tenia juridicció original sobre el cas, va decidir en favor dels Estats Units. El comtat com a conseqüència va ser assignat al Territori d'Oklahoma el 4 de maig del 1896, i quan Oklahoma va esdevenir estat, a més de convertir-se en el Comtat de Greer, la regió també a més en partia en els comtats de Harmon, Jackson, i Beckham.

## Demografia

Piràmide de població del Comtat de Greer

Segons el cens del 2000, hi havia 6.061 persones, 2.237 llars, i 1.442 famílies residint en el comtat. La densitat de població era d'unes 4 persones per quilòmetre quadrat. Hi havia 2.788 cases en una densitat d'unes 2/km². La composició racial del comtat era d'un 81,46% blancs, un 8,78% negres o afroamericans, un 2,47% natius americans, un 0,26% asiàtics, un 0,02% illenc pacífics, un 3,99% d'altres races, i un 3,02% de dues o més races. Un 7,44% de la població eren hispànics o llatinoamericans de qualsevol raça.
Hi havia 2.237 llars de les quals un 25,60% tenien menors d'edat vivint amb ells, un 51,00% eren parelles casades vivint juntes, un 9,60% tenien una dona com a cap de família sense cap marit present, i un 35,50% no eren famílies. Un 33,40% de totes les llars estaven compostes únicament per individuals i un 19,80% tenien algú vivint-hi sol d'edat 65 o més. La mida de llar mitjà era de 2,27 persones i la mida de família mitjana era de 2,87 persones.
Pel comtat la població s'estenia en un 20,00% de la població menors d'edat, un 9,10% d'edats 18 a 24, un 28,40% d'edats 25 a 44, un 22,40% d'edats 45 a 64, i un 20,00% d'edat 65 o més. L'edat mediana era de 40 anys. Per cada 100 dones hi havia 123,80 homes. Per cada 100 dones d'edat 18 o més, hi havia 129,60 homes.
L'ingrés de mediana per llar en el comtat era de 25.793 $, i l'ingrés medià per família era de 30.702 $. Els homes tenien un ingrés de mediana de 24.318 $ mentre que les dones en tenien de 18.641 $. La renda per capita pel comtat era de 14.053 $. Un 15,00% de les famílies i un 19,60% de la població estava per sota del llindar de la pobresa, incloent-hi dels quals un 28,40% menors d'edat i un 14,80% d'edat 65 o més.

## Ciutats i pobles
- Granite
- Mangum
- Willow
- Brinkman